# Тополі (Золотоніський район)
Топо́лі — село в Україні, у Золотоніському районі Черкаської області. Входить до складу Драбівської селищної громади.

## Історія
Селище було приписане до Петропавлівської церкви у Жорнокльовах.
Селище є на мапі 1816 року під назвою Топольє.
Село постраждало внаслідок геноциду українського народу, проведеного радянським окупаційним урядом 1932—1933 та 1946–1947 роках.

## Населення
Населення — 307 чоловік (на 2001 рік).

### Мовний склад
Рідна мова населення за даними перепису 2001 року:
| Мова       | Чисельність, осіб | Доля     |
| ---------- | ----------------- | -------- |
| Українська | 304               | 99,02 %  |
| Інше       | 3                 | 0,98 %   |
| Разом      | 307               | 100,00 % |